# Поплавський Михайло Костянтинович
Михайло Костянтинович Поплавський (26 травня 1914, Ключова — 20 жовтня 2001, Київ) — український радянський живописець; член Спілки радянських художників України.

## Біографія
Народився 26 травня 1914 року на станції Ключовій (нині Краснодарський край, Росія). Брав участь у німецько-радянській війні. Нагороджений орденом Вітчизняної війни I ступеня (6 листопада 1985).
1948 року закінчив Ленінградський художній інститут живопису, скульптури і архітектури імені І. Ю. Рєпіна, де навчався у Юрія Непринцева, Веніаміна Бєлкіна, Івана Степашкіна, Юхима Чепцова, Михайла Бернштейна, Олександра Зайцева, Бориса Йогансона. Дипломна робота — картина «Молодогвардійці».
Жив у Києві в будинку на вулиці Індустріальній, № 22, квартиа № 57. Помер у Києві	20 жовтня 2001 року.

## Творчість
Працюаав у галузі станкового живопису. Серед робіт:
- «Олег Кошовий на допиті» (1949);
- «Макіївка» (1950);
- «Богатирі Донбасу» (1957);
- «Вогні Донбасу» (1960);
- «Чорне золото» 1963);
- «Шахтарське минуле» (1967);
- «Штиль» (1968);
- «Мамо» (1969);
- «Рідний вогник» (1971).

Брав участь у республіканських виставках з 1949 року, всесоюзних — з 1952 року, зарубіжних — з 1953 року.